# Ресторан Maxim's
Maxim's је ресторан у Паризу, Француска, који се налази у улици Ројал бр. 3 у 8. арондисману. Познат је по ентеријеру у стилу Сецесије. Средином 20. века важио је за најпознатији ресторан на свету.

## Историја
Maxim's је основао као бистро 1893. године Максим Гајар, некадашњи конобар, у улици Ројал 3 у Паризу. Локација је раније била посластичарница. Године 1899. добила је декорацију по којој је постала позната, као припрема за изложбу у Паризу 1900. године. Плафони су рађени у витражима, а ту су и мурали са нимфама. У то доба, постало је познато као „место за довођење дама, али никада своје жене“, како је речено у музици Франца Лехара о тој локацији. Крајем 19. века, у Belle Époque, Maxim's је „постао друштвени и кулинарски центар Париза“.
Постао је један од најпопуларнијих и најмодернијих ресторана у Паризу под његовим следећим власником, Јуџином Корнушеом. Дао је трпезарији декорацију у стилу сецесије, поставио клавир и побринуо се да увек буде испуњена лепим женама. Корнуше је имао обичај да каже: „Празна соба. . . Никада! Увек имам лепоту која седи поред прозора, на видику са тротоара." Био је толико познат да је тамо смештен трећи чин оперете Весела удовица Франца Лехара из 1905. године.
Године 1913, Жан Кокто је рекао о Maxim's клијентели: „Била је то акумулација сомота, чипке, трака, дијаманата и свега осталог што нисам могао да опишем. Скинути једну од ових жена је као излазак који захтева најаву три недеље унапред, то је као пресељење."
Након што је ресторан запао у тешка времена, 1932, Октав Водабле, власник ресторана Noel Peters, купио је Maxim's. Почео је да бира своје клијенте, фаворизујући редовне госте, по могућности славне или богате, започевши нову еру престижног угоститељства под породицом Водабле која је трајала више од пола века. Познати гости 1930-их били су Едвард VIII и Жан Кокто, близак пријатељ и комшија Водаблеа. Драматург Жорж Фејдо написао је популарну комедију под називом La Dame de chez Maxim („Дама из Максима“).
Током Другог светског рата, Ота Хорхера су окупаторски Немци поставили за управника ресторана, а ресторан је остао у функцији. Maxim's је био најпопуларнији париски ресторан немачке високе команде и колаборационистичких познатих личности. Херман Геринг, Ото Абец и Ернст Јингер су га фаворизовали када су били у Паризу. Захваљујући подршци званичника, уживао је заштићени статус током окупације: његови запослени нису депортовани и био је изузет од ограничења у исхрани. Француски покрет отпора затворио је Maxim's после ослобођења, али је поново отворен у септембру 1946.
Након рата, Водаблеови су обновили ресторан и почели да се шире и на међународном нивоу, са ресторанима у Чикагу, Токију и Мексико Ситију који су користили име Maxim's, али су радили под другим управама. Године 1949. отворен је Peacock Grill у Хјустону, а затим је преименован у Maxim's, са дизајном заснованом на Maxim's у Паризу. Крајем 1950-их, Пан Ам је током лета давао храну Maxim's-а из Париза, укључујући и њихово чувено јело од говедине, пошто су авиони Боинг 377 „имали своје пећи, и обично се спремало говеђе месо и сечено пред путницима."
Maxim's је такође био изузетно популаран међу међународним славним личностима 1950-их, са гостима као што су Аристотел Оназис, Марија Калас, војвода од Виндзора и његова супруга Волис Симпсон, Порфирио Рубироза, Макс Офулс и Барбара Хатон.
Када је ресторан реновиран крајем 1950-их, радници су открили ризницу изгубљених новчића и накита који су исклизнули из џепова богатих и остали заробљени између јастука намештаја.
Године 1956, слава ресторана довела је до тога да је постао имењак за ресторан инспирисан западом у Хонг Конгу, Maxim's Boulevard. Ресторан је постигао брз успех и на крају се развио у конгломерат Maxim's Caterers, највећу угоститељску корпорацију у Хонг Конгу по приходима и тржишном уделу, и једну од највећих у целој источној Азији.
Шездесетих година прошлог века отворен је ресторан Maxim's на аеродрому Орли у Француској. Maxim's: Међународни центар Ненси Голдберг у Чикагу објављен је 2013. године, након отварања 1963. као реплика Maxim's ресторана у Паризу.
Брижит Бардо је изазвала скандал када је боса ушла у ресторан. Жан Пол Готије подсећа да је Карден био одбијен у ресторану Maxim's због правила облачења, што је створило „велики скандал” када је уместо кошуље и лептир машне носио долчевита ролку. Остали гости овог временског периода били су Силви Вартан, Џон Траволта, Жана Моро, Барбра Стрејсенд и Кири Те Канава. Током педесетих, шездесетих и седамдесетих година Maxim's, под управом сина Октава Водабла, Луја Водабла, постаје најпознатији ресторан на свету и један од најскупљих. Са супругом Меги, Луј Водабл му је осигурао међународну репутацију.
Франсоа Водабле, који је годинама водио ресторан поред свог оца, наставио је са радом своје породице.
Затим је почетком 1970-их отворен аеродром Шарл де Гол, а основана је холдинг компанија Air Maxim's International да управља свим ресторанима на аеродрому. Такође је почела да управља са два аеродромска ресторана у Лиону и Марсеју, као и да пружа храну у возовима и робним кућама и управља са два хотела.
Cardin Enterprises је почео да позајмљује своје име власницима, Лују и Меги Водабле, од 1978. Године 1981. Maxim's Boutiques је продао око 900 артикала које је направио или купио Карден, али сви су продавани под Maxim's етикетом, укључујући линију мушке вечерње одеће. Петак увече је још увек била "ноћ црних кравата" у самом ресторану. Остали предмети обухватају столно рубље, порцелан, стаклено посуђе, намештај и цвеће у око 200 бутика у Француској.
Године 1981. Air Maxim's International је зарађивао преко 50 милиона долара годишње, углавном од накнада за лиценцирање. Када се причало да Мишелин водич, који је годинама додељивао Maxim's-у три звездице, разматра смањење броја звездица на две, Водабле каже да су „захтевали посебан симбол јер ми нисмо ресторан као други. Када је Мишелин одбио, тражио сам да нас одбаце." Њујорк тајмс наводи да свађа није утицала на популарност ресторана, јер су резервације и даље потребне дан унапред и „хијерархијски систем седења“ контролише директор ресторана. Француска влада је 1981. године прогласила ентеријер ресторана у стилу Сецесије историјским спомеником.
Године 1981, Водаблеови су понудили да продају Maxim's модном дизајнеру Пјеру Кардену. Били су узнемирени идејом да она падне у стране руке. Карден је на крају прихватио понуду као Cardin Enterprises. Цена није објављена, али је речено да је већа од 20 милиона долара. Очекивало се да ће Водаблеови обучити наследника кога је изабрао Карден, а затим напустити посао, при чему се очекивало да ће декор и амбијент остати исти.
Под Карденовом управом, касније је на три спрата зграде створен музеј сецесије и основан кабаре, који је Карден сваке вечери испуњавао песмама с почетка 20. века.
Локација у Њујорку отворена је 1985. године, након две године развоја. Ресторан је забележио губитак прве године, али је још увек радио 2019.
Отприлике 1985. године, ресторани у Бриселу и Рио де Жанеиру су затрпани због проблема са управљањем, а хотел Палм Спрингс отворен у фебруару 1986. такође је наишао на проблеме са попуњеношћу.
Године 1987. Пјер Карден је наставио да управља рестораном у Паризу, са Maxim's-ових 75 лиценци које су доносиле око 30 милиона долара годишњег прихода од велепродаје. Карден је имао Maxim's бутик који је продавао вечерњу одећу, и Maxim's Minim's на локацији у Паризу који је продавао гурманске грицкалице у неколико блокова од ресторана у улици Ројал 3.
У 2011, штампа је приметила да су критичари хране критиковали Club des Cent због Карденовог очигледног фокуса на Maxim's као заштитни знак који може да се издаје франшизом, а квалитет хране није упоредив са ценом. Тада је клуб Club des Cent (клуб 100) одлучио да премести своју генералну скупштину у други ресторан, шокирајући новинаре, јер су дуго били код Maxim's. Пјер Карден је умро 2020.

## Данас
Ресторан и Maxim's бренд припадали су Пјеру Кардену. Остали Maxim's ресторани отворени су у Токију, Лондону, Пекингу, Монаку, Женеви, Бриселу и Дохи.
Maxim's бренд је проширен на широк спектар роба и услуга.

## Занимљивости
- Maxim's је био представљен у оперети Франца Лехара из 1905. Весела удовица.
- Помиње се у филму Жана Реноара, Велика илузија из 1937.
- Музички филм Жижи из 1958. снимљен је на локацији код Maxim's,[1] са две сцене.
- Помиње се у епизоди I Dream of Jeannie из 1966. "Мој господар, лопов".
- Maxim's је био поменут у три епизоде Bewitched, "Paris Witches Style", "The Joker is a Card" и "Serena Stops the Show".
- Maxim's се помиње у песми Спаркса 1982. из Топ 40 "I Predict".
- Приказан је у филму Вудија Алена Поноћ у Паризу из 2011.[1]
- Појављује се у сцени из филма Крвна лоза Сиднеја Шелдона, са Одри Хепберн и Беном Газаром.
- У филму "Како украсти милион" из 1966. године неке сцене се играју у Maxim's.
- У филму Ноћ генерала из 1967. године, Питер О'Тул, који игра нацистичког официра током Другог светског рата, посећује Maxim's. Он то назива „одговарајућим рестораном, веома чистим“.